# Boscaler bru
El boscaler bru (Locustella luteoventris) és una espècie d'ocell de la família dels locustèl·lids (Locustellidae). Es troba a Bangladesh, Bhutan, Xina, Hong Kong, l'Índia, Myanmar, Nepal, Tailàndia i Vietnam. Habita els matollars temperats. El seu estat de conservació es considera de risc mínim.